# All in the Family
Pour les articles homonymes, voir AITF.
All in the Family (AITF) est une série télévisée américaine en 208 épisodes de 24 minutes créée par Norman Lear et diffusée entre le 12 janvier 1971 et le 8 avril 1979 sur le réseau CBS.
En France, un seul épisode de cette série a été diffusée le 13 mai 2000 sur Série Club au cours des Screenings. Elle reste inédite dans les autres pays francophones.

## Synopsis
La série raconte l'histoire d'une famille blanche de la classe ouvrière des années 1970 vivant dans le Queens à New York. Son patriarche est Archie Bunker (Carrol O'Connor), un homme franc et borné, qui semble avoir des préjugés vis-à-vis de tous ceux qui ne sont pas comme lui ou qui prônent des changements à la société. La femme d’Archie, Edith (Jean Stapleton) est douce et compréhensive, bien qu’elle soit quelque peu naïve et sans éducation; son mari l'appelle parfois de façon méprisante « dingbat » (pas futée),.
Leur unique enfant, Gloria (Sally Struthers), est généralement gentille et bienveillante comme sa mère, mais affiche des traces du tempérament de son père en plus d'être une féministe. Gloria est mariée à l’étudiant Michael Stivic (Rob Reiner), surnommé « Meathead » (tête de lard) par Archie, dont les valeurs sont également influencées et façonnées par la contre-culture des années 1960. Les deux couples représentent le choc des valeurs entre la génération née avant la Seconde Guerre mondiale et les baby boomers. Pendant la majeure partie de la série, les Stivics habitent dans la maison des Bunkers pour économiser de l’argent, ce qui leur donne l'occasion de s’irriter mutuellement.
La série se déroule dans le quartier Astoria du Queens, avec la grande majorité des scènes se déroulant dans la maison des Bunkers au 704 Hauser Street. Les personnages de soutien représentent la nouvelle composition du quartier, en particulier les Jefferson, une famille noire qui vit dans la maison voisine au début de la série. Occasionnellement, d'autres endroits, en particulier au cours des dernières saisons, servent de scène comme le Kelsey's Bar, une taverne de quartier où Archie passe beaucoup de temps et finit par acheter, et la maison voisine où Mike et Gloria se sont installés plus tard.

## Distribution

### Acteurs principaux
- Carroll O'Connor : Archie Bunker
- Jean Stapleton : Edith Bunker, née Baines
- Sally Struthers : Gloria Stivic, née Bunker
- Rob Reiner : Michael Stivic

### Acteurs secondaires
- Sherman Hemsley : George Jefferson, voisin des Bunker
- Isabel Sanford : Louise Jefferson, femme de George
- Mike Evans : Lionel Jefferson, fils de George et Louise
- Mel Stewart : Henry Jefferson, frère de George
- Bea Arthur : Maude, cousine d'Edith
- Vincent Gardenia : Frank Lorenzo, voisin des Bunker
- Betty Garrett : Irene Lorenzo, femme de Frank
- Danielle Brisebois (en) : Stephanie Mills, grande-nièce d'Edith, 9 ans
- Allan Melvin : Barney Hefner, voisin d'Archie et meilleur ami
- Art Metrano : Jack
- Mike Marshall : Le docteur

## Épisodes

### Pilotes (1968-1969)
1. Justice for All
2. Those Were the Days

### Première saison (1971)
1. Meet the Bunkers
2. Writing the President
3. Oh, My Aching Back
4. Archie Gives Blood
5. Judging Books by Covers
6. Gloria's Pregnancy
7. Mike's Hippie Friends Come to Visit
8. Lionel Moves Into the Neighborhood
9. Edith Has Jury Duty
10. Archie Is Worried About His Job
11. Gloria Discovers Women's Lib
12. Success Story
13. The First and Last Supper

### Deuxième saison (1971-1972)
1. The Saga of Cousin Oscar
2. Gloria Poses in the Nude
3. Archie in the Lock-up
4. Edith Writes a Song
5. Flashback: Mike Meets Archie
6. The Election Story
7. Edith's Accident
8. The Blockbuster
9. Mike's Problem
10. The Insurance Is Canceled
11. The Man in the Street
12. Cousin Maude's Visit
13. Christmas Day at the Bunkers
14. The Elevator Story
15. Edith's Problem
16. Archie and the FBI
17. Mike's Mysterious Son
18. Archie Sees a Mugging
19. Archie and Edith, Alone
20. Edith Gets a Mink
21. Sammy's Visit
22. Edith the Judge
23. Archie Is Jealous
24. Maude

### Troisième saison (1972-1973)
1. Archie and the Editorial
2. The Threat
3. Gloria and the Riddle
4. Lionel Steps Out
5. Edith Flips Her Wig
6. The Bunkers and the Swingers
7. Mike Comes Into Money
8. Flashback: Mike and Gloria's Wedding – Part 1
9. Flashback: Mike and Gloria's Wedding – Part 2
10. Mike's Appendix
11. Edith's Winning Ticket
12. Archie and the Bowling Team
13. The Locket
14. Archie in the Hospital
15. Oh Say Can You See
16. Archie Goes Too Far
17. Class Reunion
18. Hot Watch
19. Archie Is Branded
20. Everybody Tells the Truth
21. Archie Learns His Lesson
22. Gloria the Victim
23. The Battle of the Month

### Quatrième saison (1973-1974)
1. We’re Having a Heat Wave
2. We’re Still Having a Heat Wave
3. Edith Finds an Old Man
4. Archie and the Kiss
5. Archie, the Gambler
6. Henry’s Farewell
7. Archie and the Computer
8. The Games Bunkers Play
9. Edith’s Conversation
10. Archie in the Cellar
11. Black is the Color of My True Love’s Wig
12. Second Honeymoon
13. The Taxi Caper
14. Archie is Cursed
15. Edith’s Christmas Story
16. Mike and Gloria Mix it Up
17. Archie Feels Left Out
18. Et Tu, Archie ?
19. Gloria’s Boyfriend
20. Lionel’s Engagement
21. Archie Eats and Runs
22. Gloria Sings the Blues
23. Pay the Twenty Dollars
24. Mike’s Graduation

### Cinquième saison (1974-1975)
1. The Bunkers and Inflation: Part 1
2. The Bunkers and Inflation: Part 2
3. The Bunkers and Inflation: Part 3
4. The Bunkers and Inflation: Part 4
5. Lionel the Live-In
6. Archie’s Helping Hand
7. Gloria’s Shock
8. Where's Archie ?
9. Archie is Missing
10. The Longest Kiss
11. Archie and the Miracle
12. George and Archie Make a Deal
13. Archie’s Contract
14. Mike’s Friend
15. The Best of All in the Family
16. Prisoner in the House
17. The Jeffersons Move Up
18. All’s Fair
19. Amelia’s Divorce
20. Everybody Does It
21. Archie and the Quiz
22. Edith’s Friend
23. No Smoking
24. Mike Makes His Move

### Sixième saison (1975-1976)
1. The Very Moving Day
2. Alone at Last
3. Archie, the Donor
4. Archie, the Hero
5. Mike’s Pains
6. Chain Letter
7. Mike Faces Life
8. Edith Breaks Out
9. Grandpa Blues
10. Gloria Suspects Mike
11. The Little Atheist
12. Archie’s Civil Rights
13. Gloria is Nervous
14. Birth of the Baby: Part 1
15. Birth of the Baby: Part 2
16. New Year’s Wedding
17. Archie, the Babysitter
18. Archie Finds a Friend
19. Mike’s Move
20. Archie’s Weighty Problem
21. Love by Appointment
22. Joey’s Baptism
23. Gloria and Mike’s House Guests
24. Edith’s Night Out

### Septième saison (1976-1977)
1. Archie’s Brief Encounter: Part 1
2. Archie’s Brief Encounter: Part 2
3. Archie’s Brief Encounter: Part 3
4. The Unemployment Story: Part 1
5. The Unemployment Story: Part 2
6. Archie’s Operation: Part 1
7. Archie’s Operation: Part 2
8. Beverly Rides Again
9. Teresa Moves In
10. Mike and Gloria’s Will
11. Mr. Edith Bunker
12. Archie’s Secret Passion
13. The Baby Contest
14. Gloria’s False Alarm
15. The Draft Dodger
16. The Boarder Patrol
17. Archie’s Chair
18. Mike Goes Skiing
19. Stretch Cunningham, Goodbye
20. The Joys of Sex
21. Mike, the Pacifist
22. Fire
23. Mike and Gloria Split
24. Archie, the Liberal
25. Archie’s Dog Day Afternoon

### Huitième saison (1977-1978)
1. Archie Gets the Business: Part 1
2. Archie Gets the Business: Part 2
3. Cousin Liz
4. Edith’s 50th Birthday: Part 1
5. Edith’s 50th Birthday: Part 2
6. Unequal Partners
7. Archie’s Grand Opening
8. Archie’s Bitter Pill: Part 1
9. Archie’s Bitter Pill: Part 2
10. Archie and the KKK: Part 1
11. Archie and the KKK: Part 2
12. Mike and Gloria Meet
13. Edith’s Crisis of Faith: Part 1
14. Edith’s Crisis of Faith: Part 2
15. The Commercial
16. Super Bowl Sunday
17. Aunt Iola’s Visit
18. Love Comes to the Butcher
19. Two’s a Crowd
20. Stalemates
21. The Brother
22. Mike’s New Job
23. The Dinner Guest
24. The Stivics Go West

### Neuvième saison (1978-1979)
1. Little Miss Bunker
2. End in Sight
3. Reunion on Hauser Street
4. What’ll We Do with Stephanie ?
5. Edith’s Final Respects
6. Weekend in the Country
7. Archie’s Other Wife
8. Edith Versus the Bank
9. Return of the Waitress
10. Bogus Bills
11. The Bunkers Go West
12. California, Here We Are: Part 1
13. California, Here We Are: Part 2
14. A Night at the PTA
15. A Girl Like Edith
16. The Appendectomy
17. Stephanie and the Crime Wave
18. Barney, the Gold Digger
19. The Return of Archie’s Brother
20. Stephanie’s Conversation
21. Edith Gets Fired
22. All in the Family Retrospective
23. The Family Next Door
24. The Return of Stephanie’s Father
25. Too Good Edith

## Séries dérivées
La série a engendré sept retombées, directement ou indirectement :
- Maude, lancé le 12 septembre 1972 sur le réseau CBS, suit l'univers de la cousine d'Edith, Maude ;
- The Jeffersons, lancé le 12 janvier 1975 sur le réseau CBS, suit l'univers des voisins afro-américains des Bunker ;
- Archie Bunker's Place (en), lancé le 23 septembre 1979, qui est la suite de cette série ;
- 704 Hauser, lancé le 11 avril 1994, elle suit une famille qui a emménagé dans la maison des Bunker après sa vente.

Les séries dérivées sont aussi à l'origine d'autres séries dérivées, telles que Good Times (en), dérivée de Maude, Gloria (en), dérivée de Archie Bunker's Place, ainsi que Checking In (en), dérivée de The Jeffersons.

## Commentaires
Au lancement du projet, trois pilotes ont été enregistrés autour du même synopsis avant qu’il ne soit accepté : Justice for All (développé pour ABC), Those Were the Days (également pour ABC) et All in the Family (pour CBS, après le refus de sa concurrente). Le nom de la famille était alors Justice.